# Gran Turismo 4
Gran Turismo 4 (グランツーリスモ4, Guran Tsūrisumo Fō) é um jogo eletrônico de corrida e gerenciamento de carros desenvolvido pela Polyphony Digital e publicado pela Sony Computer Entertainment. Foi lançado para PlayStation 2 em 28 de dezembro de 2004, no Japão e em Hong Kong, 22 de fevereiro de 2005, nos Estados Unidos (NTSC-U/C), 9 de março de 2005, na Europa (PAL), 10 de março de 2005, na Coreia do Sul (NTSC-K),e já foi adicionado a lista de jogos da série Greatest Hits, que é uma re-edição para os jogos mais vendidos nos EUA.
É no formato DVD-9. Depois de ser adiado por mais de um ano e meio pela Polyphony Digital, e apesar do lançamento de Gran Turismo 4 Prologue e seu modo online removido (mais tarde adicionaram no Gran Turismo 4, a versão Online para teste), Gran Turismo 4 foi ainda um dos jogos mais vendidos em 2004, e vendeu um milhão de cópias em sua primeira semana no varejo japonês. Diferentemente do jogo anterior (que possuía 180 carros apesar de haver carros novos), o jogo apresenta 750 carros de 80 fabricantes. O jogo também apresenta 51 pistas, muitas das quais são novas ou modificadas dos jogos anteriores da franquia. O jogo também apresenta uma mistura realística com a jogabilidade do segundo jogo da série.
As versões do jogo chinesa, japonesa e coreana foram ambas empacotadas com mais 212 páginas no guia de condução e lições sobre a física nas corridas. Uma edição limitada, a versão online para teste de Gran Turismo 4, foi lançado no Japão no verão de 2005, e um título para PSP, Gran Turismo (PSP), que foi lançado em 2009.

## Jogabilidade

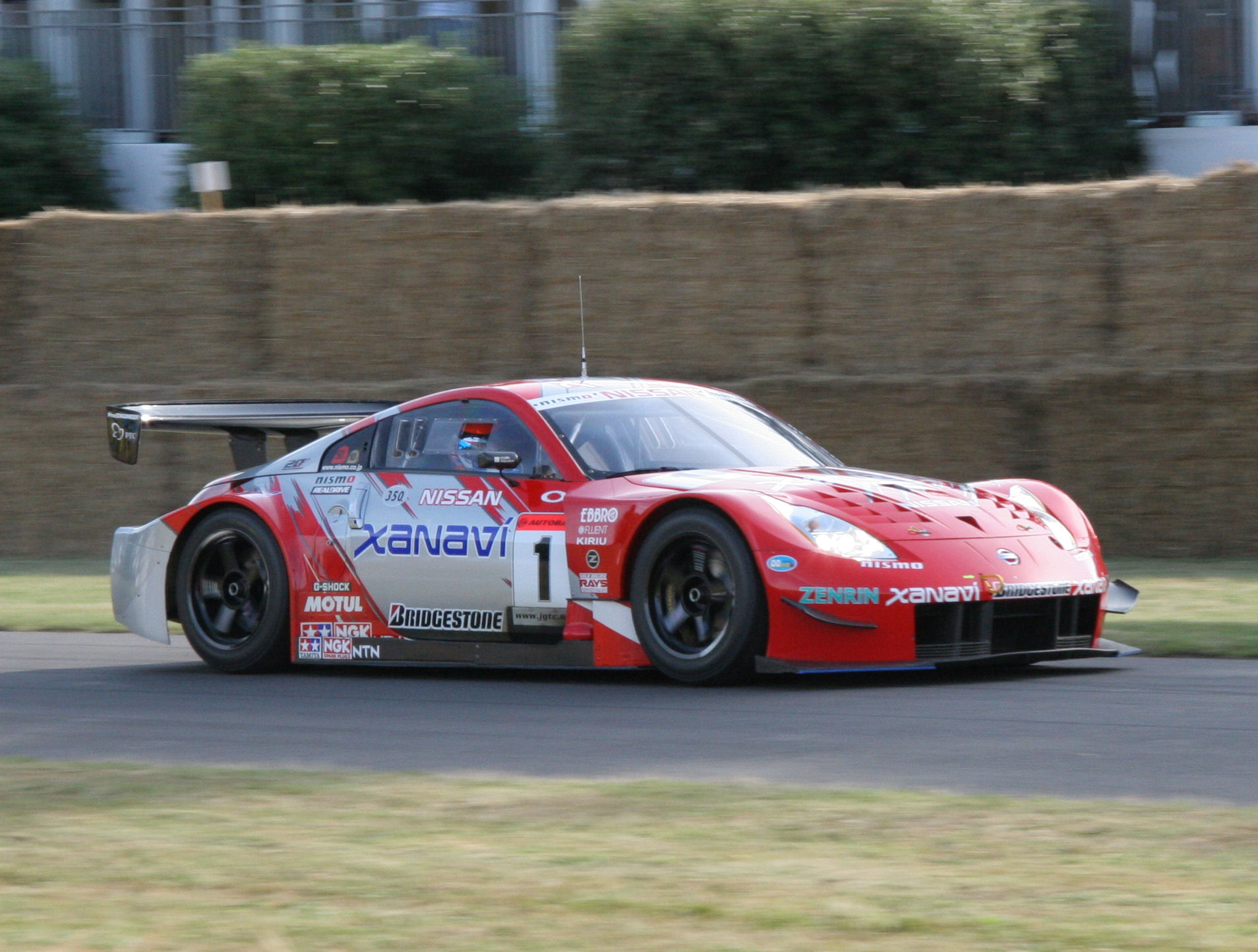
Nissan 350Z da JGTC de 2004, um dos carros disponíveis no jogo.

### Modos do jogo
- Arcade mode: No modo Arcade, de um a seis jogadores podem entrar em uma corrida e apreciar a emoção da competição. Alem disso permite ao jogar com ate 4 players pelo multi-tap. Oferece todos os carros e todas as pistas desbloqueaveis.

- Gran Turismo Mode: No Gran Turismo Mode, os jogadores podem entrar no mundo do Gran Turismo e experimentar toda a emoção do Automobilismo, obter licenças, comprar carros, fazer modificações e entrar em corridas. São mais de 750 carros para comprar e para ganhar. Não é obrigatorio comprar todos os carros.

- Modo A-spec: Os jogadores acumulam pontos ao vencer corridas no modo de condução normal em primeira pessoa, chamado de modo A-Spec. Cada evento de corrida pode render até um máximo de 200 pontos A-Spec. Geralmente, uma vitória usando um carro com menos de uma vantagem sobre os adversários de IA vale mais pontos. Os pontos só podem ser ganhos uma vez, a fim de ganhar mais pontos de um evento que ganhou anteriormente, ele deve ser reutilizado usando um carro com menos de uma vantagem sobre os adversários. Há também as 34 missões que podem render 250 pontos cada. Apesar disso, os pontos A-spec são pontos de experiência, e não dinheiro.

- Modo B-spec: O novo modo B-Spec coloca os jogadores no lugar de um chefe de equipe de corrida: o condutor deve conduzir o carro e obrigatoriamente, quando necessário parar no pit-stop (monitorando o desgaste dos pneus e nível de combustível). A velocidade do tempo na corrida pode ser aumentada em até 3x, permitindo que as corridas de resistência sejam concluídas em menos tempo do que levaria no modo A-Spec. O recurso, no entanto, deve ser ligado após cada pit stop porque é reposta ao horário normal. O manual do jogo diz o que jogador pode acelerar o modo B-Spec por até 5x, mas acredita-se que seja um erro de digitação, ou seja, esta capacidade não está disponível no jogo. Os pontos B-Spec são pontos indicados para cada corrida concluída no modo B-Spec. Isso aumenta o nível de habilidade do motorista de IA nas categorias habilidade do veículo, habilidade do curso e habilidade de batalha. Os jogadores podem assim utilizar o modo B-Spec em corridas mais difíceis no decorrer do jogo, mas este modo não pode ser usado em cursos de chuva, terra e neve.

- Driving Missions: Outra nova adição ao jogo é as Missões de Condução, que são semelhantes em experiência com a licença testes, mas adjudicação conclusão bem sucedida com 250 A-Spec pontos e 1000 ou mais créditos. Cada missão tem lugar com um determinado carro em uma determinada faixa ou seção da pista, e um determinado grupo de opositores. Existem 4 tipos de missões: A passagem, em que o motorista tem de ultrapassar um adversário dentro de uma certa distância; 3 Lap Battle, em que o motorista deve passar 5 opositores ao longo de 3 voltas; Slipstream Battle, em que o motorista tem de ultrapassar adversários por meio de elaboração, e 1 Lap Magic, em que o condutor começa com um tempo significativo de pena contra adversários muito mais lento e deve ultrapassar todos eles, no espaço de uma única volta. Ao completar cada conjunto de missões, o jogador ganha como prêmio, um carro.

- 2P Battle: Este é um modo para dois jogadores a competir uns contra os outros, mesma via tela dividida. Para jogar, você deve ter dois controles ligados ao console. Se a definição da tela é de 4:3, a tela será dividida horizontalmente, se a definição do ecrã é definida para 16:9, a tela será dividida verticalmente.

- Photo Mode: O novo modo Photo Mode está incluído no jogo, o que permite que o jogador, controlar uma câmera virtual, tirar fotografias dos seus carros na pista ou em locais específicos, incluindo o Grand Canyon. Este jogo é capaz de produzir uma seleção de screenshots com taxa de compressão variável (Normal / Fine / SuperFine) e tamanho (até 1280x960 72dpi), e o usuário pode optar por guardar ou imprimir com o apoio do dispositivo USB.

### Tipos de corrida
- Beginner Events: Série de corridas para iniciantes, com dificuldade fácil.
- Professional Events: Série de corridas de dificuldade média. Inclui o campeonato mais importante do Jogo, o "Gran Turismo World Championship".
- Extreme Events: Série de corridas feitas para o jogador arrancar os cabelos. A dificuldade aqui é própria para quem leva o Jogo muito a sério.
- American Events: Corridas que ocorrem somente em circuitos americanos, como o Mazda Raceway Laguna Seca, e com carros americanos.
- European Events: Corridas que ocorrem somente nos países Europeus, em circuitos localizados no Velho Continente, como o Circuit de la Sarthe e o Nürburgring Nordschleife, e com carros europeus.
- Japanese Events: Corridas que ocorrem somente em circuitos japoneses, como o Suzuka Circuit, e com carros japoneses.
- Special Condition Events: Corridas de rali na neve, no gelo, ou nas estreitas ruas das mais variadas cidades turísticas.
- Endurance Events: Corridas de longa duração, muitas voltas, milhas percorridas ou muitas horas.

### Circuitos

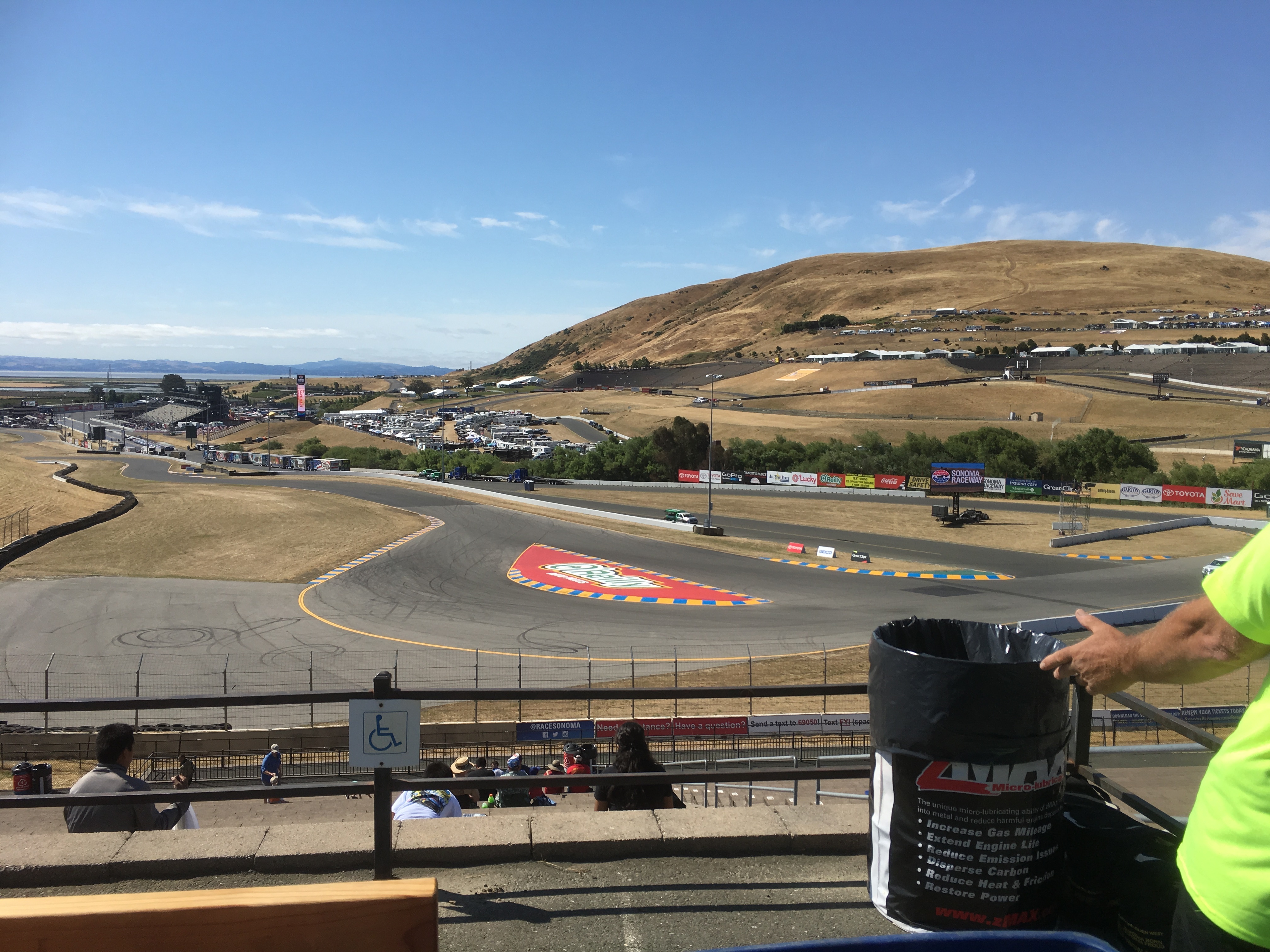
O Infineon Raceway é um dos circuitos reais disponível no jogo.

O jogo possui no total 51 circuitos divididos em quatro categorias: World Circuits, Original Circuits, City Courses, e Dirt & Snow. Circuitos reais incluem Nürburgring Nordschleife, Circuito de Suzuka (com três configurações), Fuji Speedway (com quatro configurações), Twin Ring Motegi (com quatro configurações), Circuito de Tsukuba, Circuito de La Sarthe (com duas configurações), Infineon Raceway (com duas configurações) e Laguna Seca Raceway. Também existem circuitos de rua baseados em locais reais em Nova York, Paris, Tóquio, Hong Kong, Seul, Las Vegas, Seattle, Mônaco, Assisi.

### Compatibilidade de hardware
Gran Turismo 4 é o primeiro jogo no PS2 a suportar a resolução 1080i. Ele também suporta 480p (apenas NTSC) e modo widescreen.
Apesar da falta de jogabilidade online, GT4 não suporta no PlayStation 2 o Network Adapter, que pode ser usado para se comunicar com outros consoles PS2 e criar um multi-tela de configuração. Além disso, o adaptador de rede pode ser usado para jogar jogos em uma sub-rede local para até seis jogadores, embora os carros personalizado não
poderem ser utilizados em uma LAN no jogo.

## Versões alternativas

### Gran Turismo 4 Prologue
Gran Turismo 4 se destinava a ser lançado mundialmente no Natal de 2003, mas foi adiado. No entanto a Polyphony lançou Gran Turismo 4 Prologue como prévia para a experiência de GT4.

### Gran Turismo Online
Gran Turismo 4 estava originalmente destinado a incluir modo multiplayer online, mas foi substituída por um modo LAN. No entanto, foi incluído em Gran Turismo 4, uma limitada versão Online de teste que foi entregue livremente para selecionar jogadores no Japão e na Coréia do Sul durante o verão de 2006. Esta versão online beta em público foi usada como experimento para Gran Turismo 5 Prologue.